# Les Grands Fonds (film)
Pour les articles homonymes, voir Grands fonds.
Pour plus de détails, voir Fiche technique et Distribution.
Les Grands Fonds ou Les Chiens de mer au Québec (The Deep) est un film américain réalisé par Peter Yates et sorti en 1977.
Il est tiré du roman du même nom de Peter Benchley.

## Synopsis
Un couple de plongeurs passent leurs vacances aux Bermudes et trouvent par hasard une épave contenant un trésor ainsi qu'une ampoule de morphine. Ils demandent de l'aide à un chasseur de trésor mais sont vite menacés par la mafia locale.

## Fiche technique
- Titre original : The Deep
- Titre français : Les Grands Fonds
- Titre québécois : Les  Chiens  de mer
- Réalisation : Peter Yates
- Scénario : Peter Benchley (d'après son roman homonyme) et Tracy Keenan Wynn
- Production : Peter Guber
- Sociétés de production : Casablanca Records, EMI Films
- Société de distribution : Columbia Pictures
- Musique : John Barry
- Photographie : Christopher Challis
- Montage : David Berlatsky
- Pays d'origine :  États-Unis
- Langue : Anglais
- Format : Couleurs
- Genre : Thriller, action, aventure
- Durée : 124 minutes
- Dates de sortie :
  -  États-Unis : 17 juin 1977
  -  France et  Belgique : 21 septembre 1977

## Distribution
- Robert Shaw (VF : André Valmy) : Romer Treece
- Jacqueline Bisset (VF : Perrette Pradier) : Gail Berke
- Nick Nolte (VF : Daniel Gall) : David Sanders
- Louis Gossett Jr. (VF : Pierre Saintons) : Henri Cloche
- Eli Wallach (VF : Henri Labussière) : Adam Coffin
- Dick Anthony Williams : Slake

## Distinctions
- La chanson Down, Deep Inside, composée par John Barry et interprétée par Donna Summer, a été nommée pour le Golden Globe de la meilleure chanson originale en 1978.
- Le film a également été nommé la même année pour l'Oscar du meilleur mixage de son (Walter Goss, Dick Alexander, Tom Beckert et Robin Gregory) et pour le British Academy Film Award de la meilleure photographie (Christopher Challis).

## Autour du film
- Les concours de tee-shirts mouillés auraient pour origine une apparition de Jacqueline Bisset dans une scène au début du film où on la voit nager sous l'eau, puis émerger en portant un maillot de bain échancré et un tee-shirt trempé.
- Un remake intitulé Bleu d'enfer (Into the Blue) a été réalisé en 2005 par John Stockwell, avec Paul Walker et Jessica Alba.